# Leptodeira
Leptodeira es un género de serpientes de la familia Dipsadidae. Agrupa a 11 especies nativas del sur de América del Norte, América Central y Sudamérica.

## Especies

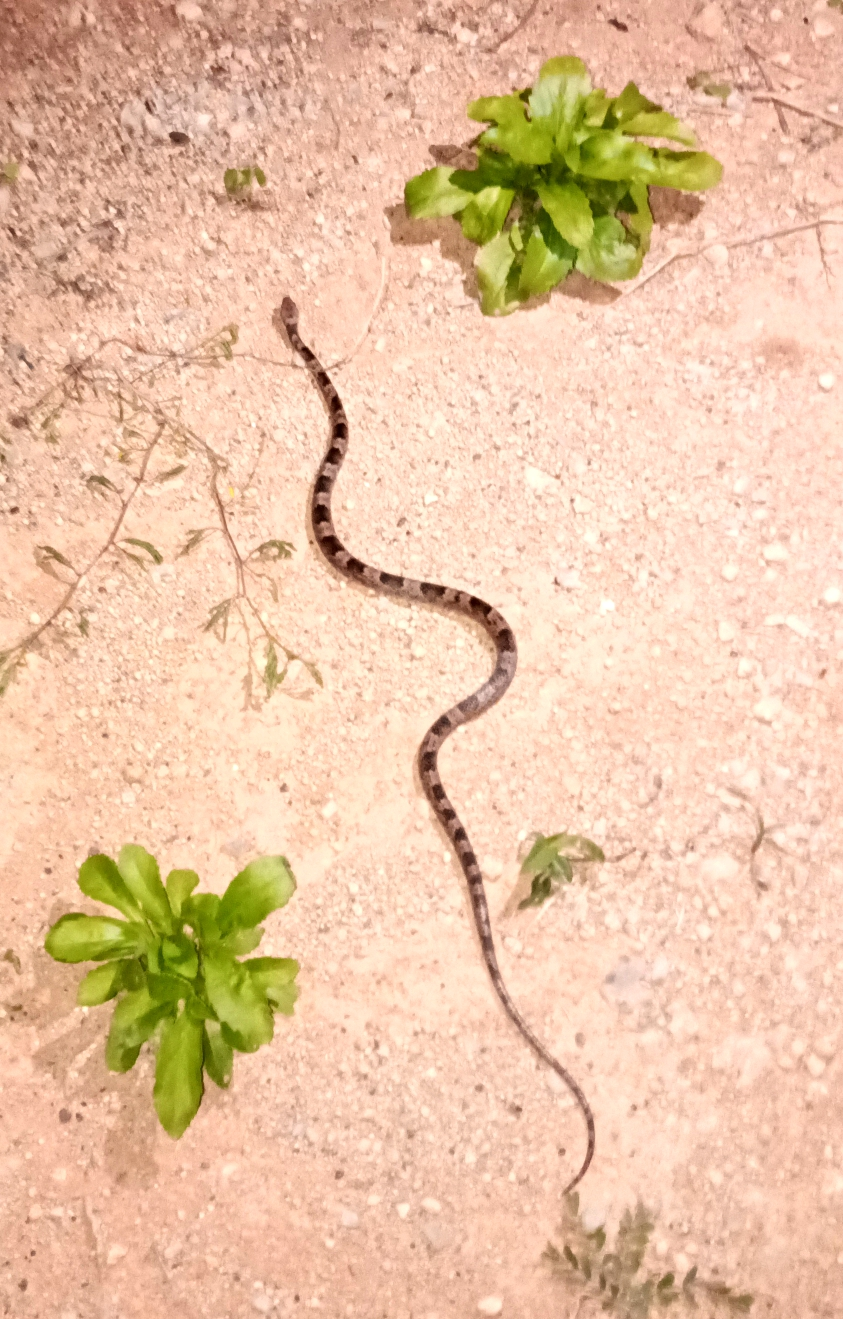
Leptodeira bakeri.

En la actualidad se reconocen las siguientes especies:
- Leptodeira annulata (Linnaeus, 1758)
- Leptodeira bakeri Ruthven, 1936
- Leptodeira frenata (Cope, 1886)
- Leptodeira maculata (Hallowell, 1861)
- Leptodeira nigrofasciata Günther, 1868
- Leptodeira polysticta Günther, 1895
- Leptodeira punctata (Peters, 1866)
- Leptodeira rhombifera Günther, 1872
- Leptodeira rubricata (Cope, 1893)
- Leptodeira septentrionalis Kennicott, 1859
- Leptodeira splendida Günther, 1895
- Leptodeira uribei (Bautista & Smith, 1992)